# 1896

## أحداث
- بداية الثورة الفلبينية في 1896 والتي انتهت في 1898.
- نهاية الحرب الإيطالية الإثيوبية الأولى في 23 أكتوبر 1896 والتي بدأت في 15 ديسمبر 1894.
- 13 مارس - الشيخ مبارك الصباح يتولى حكم الكويت بعد قيامه باغتيال أخيه الحاكم محمد بن صباح الصباح وأخيه جراح بن صباح الصباح.

## مواليد
- تركي الأول بن عبد العزيز آل سعود
- آرتشيبالد جوزيف كرونين
- أندري هونبال
- أنطونين أرتو
- أوجينيو مونتالي
- إبراهيم بن سعيد العبري
- إغناسيو هيدالغو دي سيسنيروس
- إيتالو بالبو
- باولينو ألكنتارا
- جان بياجيه
- جرتي كوري
- جوزيف فيولا
- روبرت ص . كير
- روبرت موليكن
- رومان ياكوبسون
- زكريا أحمد
- عبد الله الكاتب
- علي جودت الأيوبي
- جوانا كانن، روائية بريطانية.
- غيورغي جوكوف
- فالح البريعصي
- فرنسيس سكوت فيتزجيرالد
- فيليب هنش
- كارل تسوكماير
- كارل كوري
- كونستانتين رادوليسكو
- مارك وين كلارك
- محمد التابعي
- محمد راسم
- محمد عبد الله عنان
- محيي الدين التطاوي
- مصطفى صبري
- ناغي إيمري
- نوبوسوكه كيشي
- نيكولاي سيميونوف
- واليس سمبسون
- 16 يوليو - تريغفي لي.

## وفيات
- آرثر إنجرام بورمن
- آرثر كالفن ميليتي
- آرثر ماك آرثر
- أنطون بروكنر
- أوتو ليلينتال
- إيلي هيوستن موراي
- بول فرلان
- توماس مايكل هولت
- جون إدوارد جونز
- حمد بن ثويني
- خوسيه ريزال
- روبرت نوبل
- سليمان فائق
- كلارا شومان
- عبد الله النديم
- لودفيج لايستنر
- ناصر الدين القاجاري
- هيبوليت فيزو
- هيريت ستاو
- ويليام موريس
- خواجة عبد الغني
- 10 ديسمبر - الفريد نوبل صاحب جائزة نوبل.